# 12.8 cm FlaK 40
12.8 cm FlaK 40 は、第二次世界大戦中にドイツで製造された高射砲である。8.8cm高射砲の後継として開発された。これらを完全に置き換えるには至らなかったが、最大級の威力を持つ強力な高射砲となった。

## 概要
1936年、ラインメタル社との間にFlaK40の開発契約が結ばれた。これは開発当初40式機材の名が与えられた。1937年に試作型が引き渡され、初期の試験は完全な成功を収めた。続いて限定的な運用試験が行われたが、射撃状態における砲の重量が12トンに達し、輸送中は砲身を取り外す必要のある点が実用的でないとされ、設計変更が行われることになった。
結果的に砲に機動力を持たせることは諦められ、コンクリートの地面にボルト止めしての運用を前提に射撃プラットホームが簡略化された。システム全体での重量は26.5トンに及び、戦場での移動はほぼ不可能になったが、この砲が生産に入った1942年の時点で機動力を持った口径105mm以上の砲の生産は禁じられていたため大きな問題とはならなかった。生産数については、1944年7月時点で使用可能なFlaK40は450門程度で、これらはベルリン、ハンブルク、ウィーンといった大都市を守る高射砲塔などに配備された。列車に設置されたものも200門ほどあり、これらは限定的ながら機動力を得た。1945年2月の報告書では、牽引型が4門、固定陣地型が429門、貨車搭載型が212門である。
12.8 cm FlaK 40 は、重量27.9kgの砲弾を880m/sの初速で発射し、10,700mの高度まで到達させることができた。発射薬は8.8cm砲の4倍の量を使用し、飛翔時間の増加は三分の一に留められたため、高速で飛行する目標に狙いをつけるのも容易だった。毎分発射速度は10発から12発である。
生産には10万ライヒスマルクを要した。

## 構造

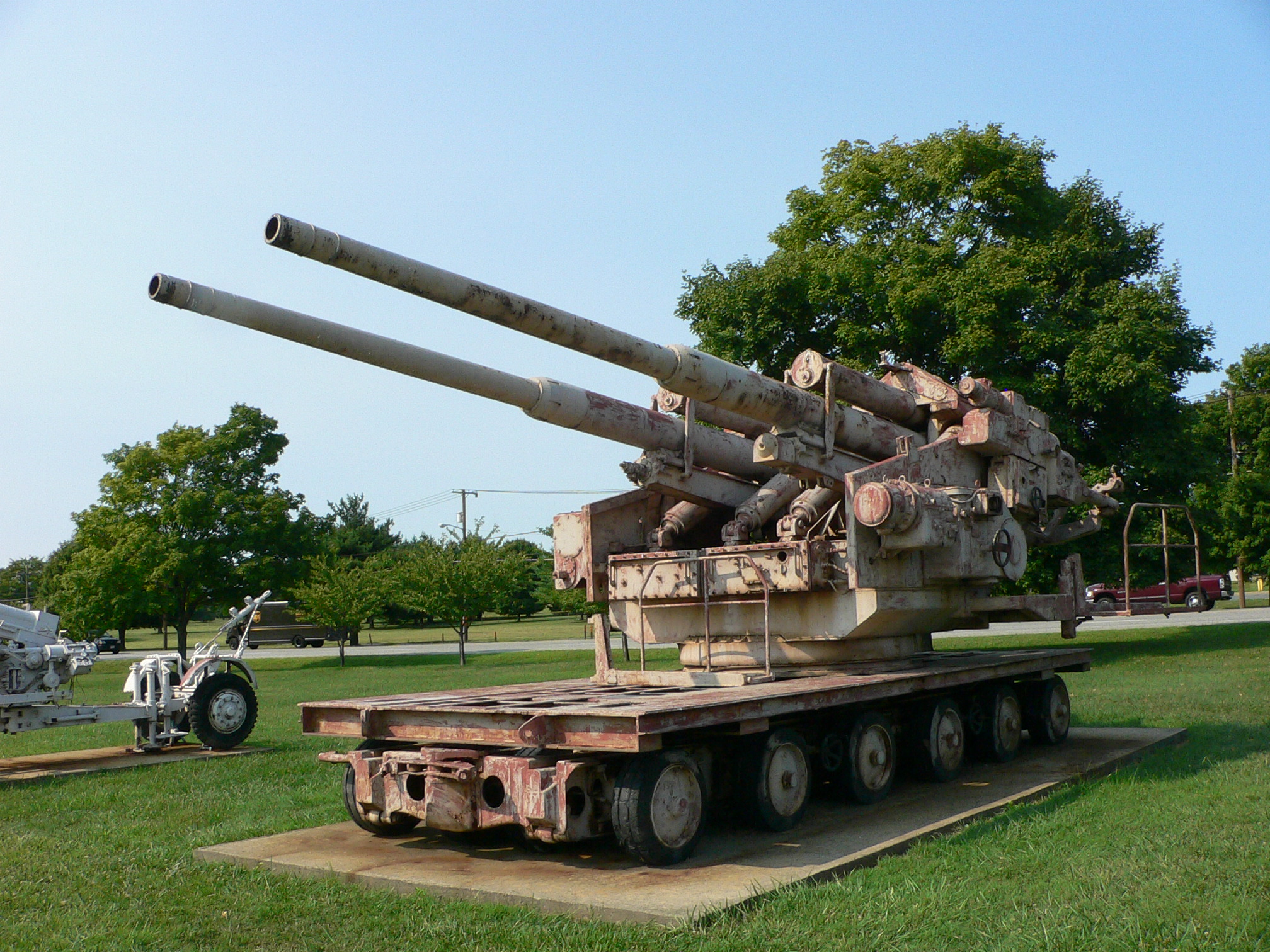
アメリカ陸軍兵器博物館に展示されるFlaK40ツヴィリング。

側面図によれば砲口から装填機までの全長は9,130mm、全高3,165mm（右上写真のFlaK 40/1牽引型、据砲、水平時）である。FlaK 40/1が用いる、砲撃の反動を受け止める台座（射撃プラットホーム）は全長5,140mmで重量が約26tある。固定陣地に据砲した際の重量は約13tだった。砲は砲架前部のギアボックスからの動力によって旋回俯仰する。また人力旋回ハンドルがついており人力作動も可能である。砲手は37式伝達装置により、中央管制装置から射撃諸元を得て操砲した。このため本砲に直接照準装置は装備されていない。
砲は61口径、砲身長7,490mm（薬室除く）、半自動水平鎖栓式で、砲身上部に復座機と砲身下部の揺架に駐退器を備え、砲身を挟んで2筒の油圧式平衡機を備える。さらに砲後方の左側に、自動装填装置および信管調整装置を備える。自動装填装置は後世の90式戦車のような、弾庫から砲弾を選択し自動的に薬室へ装填するというものではなく、これは単にトレーから薬室へ砲弾を装填し、砲手の作業を補助するものである。信管調整装置は、榴弾の信管延期秒時を自動的に調節するものである。またこの信管調節装置の側面に装填、信管調整、撃発の操作ボタンがまとめて配置されていた。
砲は13名で操作する。砲長、砲右側前部に旋回担当砲手、砲右側後部に俯仰担当砲手、砲左側に信管調整手、砲左側後部に装填手と装填助手、ほか7名が弾薬運搬手である。

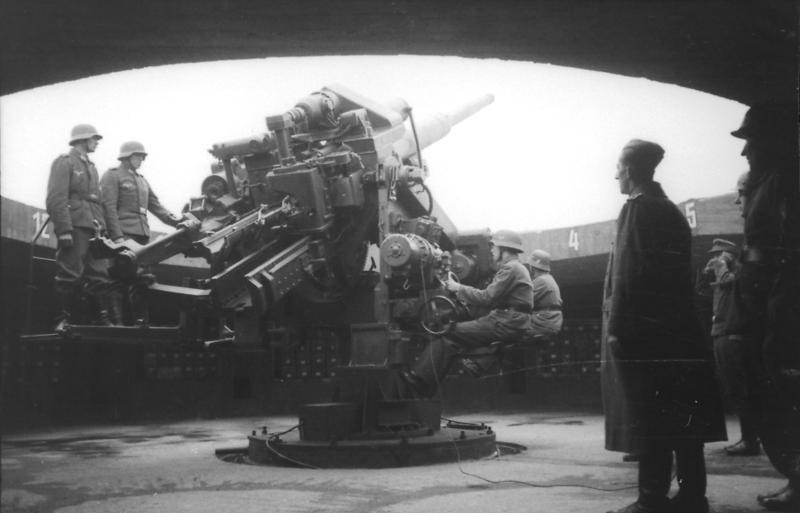
FlaK 40/2を砲手が操砲中。砲左側上部の2名は装填手。彼らの前に信管調整装置と自動装填装置がある

牽引は一応可能であった。車重4.57tの220型特殊トレーラーに搭載できる牽引タイプには、FlaK 40/1という呼称がつけられた。これは4輪のトレーラーを砲の台座（射撃プラットホーム）の前後に1輌ずつ取り付けたものである。全長は15mにもなった。陣地固定式の砲を輸送するにはまず砲身と砲架に分解し、砲身を40型砲身車、砲架を203型特殊トレーラーで輸送した。この牽引タイプには、FlaK 40/2という呼称がつけられた。

## 派生型
12.8 cm FlaK 40
基本型。
12.8 cm FlaK 40 Zwilling
連装化された型で、毎分20発の発射速度を持っていた。
12.8 cm K40 (PaK 40) L/61
FlaK 40をベースに開発された野戦砲/対戦車砲型。VK3001(H) 12.8cm自走砲 "シュタール・エミール"の主砲として開発された。